# Gymnohippus marmoratus
Gymnohippus marmoratus är en insektsart som beskrevs av Bruner, L. 1910. Gymnohippus marmoratus ingår i släktet Gymnohippus och familjen Pyrgomorphidae. Inga underarter finns listade i Catalogue of Life.